# Laura Ashley
Laura Ashley, född Mountney den 7 september 1925 i Dowlais, Merthyr Tydfil (i dåvarande Mid Glamorgan), död 17 september 1985 i Coventry, West Midlands, var en brittisk (walesisk) designer som formgav tyger till kläder och heminredning. Laura Ashley-tyger har ofta en romantisk, engelsk, blommig stil.
Hon började med att designa scarfar, inspirerade av den scarf Audrey Hepburn bar i filmen Prinsessa på vift (1953) och grundade företaget tillsammans med sin make, Bernard (1926–2009). Företaget flyttade till Kent 1954, men höll redan 1955 på att gå under då floden Darent översvämmade det. När deras tredje barn föddes flyttade de till Wales, där Laura Ashley var född och uppvuxen.
I slutet av 1960-talet började de långa kjolarna bli moderna igen, och en tidning skrev att i en Laura Ashley-klänning så kunde man se lika vacker ut som Katharine Ross i Butch Cassidy and the Sundance Kid. Laura Ashleys kläder hade då en romantisk, edwardiansk stil, och företagets bomullstyger småblommiga motiv. År 1974 öppnade de butiker i Paris och San Francisco, och 1975 hade de 1 000 anställda runtom i världen.
På sin 60-årsdag besökte hon sina barn i Storbritannien. Hon råkade då falla nedför en trappa och skadades så svårt att hon avled 10 dagar senare. Familjeföretaget leds numera av äldste sonen Nick Ashley.